# Жовна зелена
Жовна́ зелена, дятел зелений (Picus viridis) — вид птахів роду Жовна родини Дятлових. Один з двох видів роду у фауні України; представлений номінативним підвидом P. v. viridis. Поширений в Європі, Малій Азії і на Кавказі. В Україні гніздовий, осілий та кочовий вид. Занесений до Червоної книги України та ряду інших природоохоронних документів.

## Опис

### Морфологічні ознаки

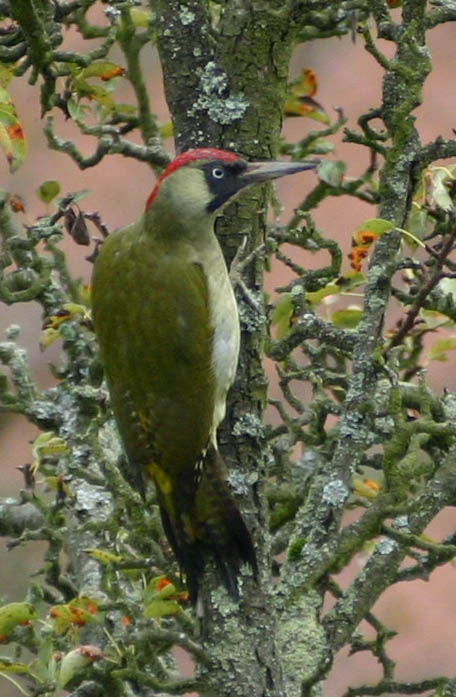
Самка — вуса повністю чорні

Середнього розміру дятел з яскравим забарвленням. Схожий на жовну сиву (Picus canus), з якою нерідко плутають. Дорослий самець зверху оливково-зелений; на голові червона «шапочка»; довкола ока чорна пляма, яка переходить у чорні «вуса» з червоною плямою в центрі; поперек і надхвістя жовті; низ білувато-зеленкувато-сірий, з поперечною темною строкатістю на задній частині черева і підхвісті; першорядні махові пера бурі, з білими плямами; другорядні махові пера зверху оливково-зелені; хвіст цупкий, загострений, темно-бурий з оливковим відтінком, крайні стернові пера з білуватою смугастістю; дзьоб темно-бурий; ноги темно-сірі; райдужна оболонка ока сірувата. Доросла самка подібна до дорослого самця, але вуса повністю чорні. У молодого самця верх бурувато-зелений, пера з білуватою облямівкою; червоні «вуса» і «шапочка» поцятковані чорними плямами; низ зеленкуватий, з бурими плямами і поперечними смугами; райдужна оболонка ока коричнева. У молодої самки «вуса» цілком чорні. Маса тіла — 186—250 г, розмах крил — 40—42 см. Довжина тіла самця — 330—360 мм, довжина тіла самки — 340—371 мм.
Від сивої жовни відрізняється великою червоною «шапочкою», а дорослий птах від дорослої сивої жовни − також темною строкатістю на задній частині черева та підхвісті. Молодий птах відрізняється від молодої сивої жовни також поперечною смугастістю нижньої частини тулуба.
Політ глибоко хвилеподібний, з помахами крил на зльоті.

### Голос
Кричать птахи обох статей протягом року, при цьому їхній репертуар не відрізняється один від одного. Голос різкіший у порівнянні з жовною сивою. Видає голосний крик «кла-кла-кла», який виконується в одній тональності та може нараховувати від одного до 20 складів.

### Систематика
Вид розділяється на 4 підвиди:
- P. v. viridis Linnaeus, 1758
- P. v. karelini J. F. Brandt, 1841
- P. v. sharpei (Saunders, 1872)
- P. v. innominatus (Zarudny & Loudon, 1905)

## Ареал виду та його поширення в Україні
Гніздовий ареал охоплює Західну Євразію від Атлантичного узбережжя на сході до долини р. Волга, на півночі до Скандинавського півострова, на південь до Середземноморського узбережжя і Малої Азії. В Україні гніздиться на Поліссі, у західних районах та, спорадично, у пониззях річок Дунай та Дністер.
Під час зимових кочівель нерегулярно трапляється на Дніпропетровщині, у Запорізькому Придніпров'ї та Приазов'ї.

## Чисельність і причини її зміни
Чисельність в Європі досить значна — становить 590—1300 тис. пар. Понад 75 % птахів мешкає на території Європи, найбільші популяції мешкають у Франції, Німеччині та Іспанії. Менш численні ці дятли в Португалії, Великій Британії, Швеції, Росії, Хорватії, Румунії та Болгарії. Загальна чисельність в Україні становить близько 500—800 пар, спостерігається її скорочення У Східному Поліссі в останні десятиріччя чисельність виду зменшилась майже в 3 рази. В Лісостепу перестав гніздитися ще в 1920-х рр. Причинами зміни чисельності є: вирубування заплавних лісів, використання пестицидів та, можливо, конкуренція за місця гніздування з численнішою жовною сивою.

## Особливості біології

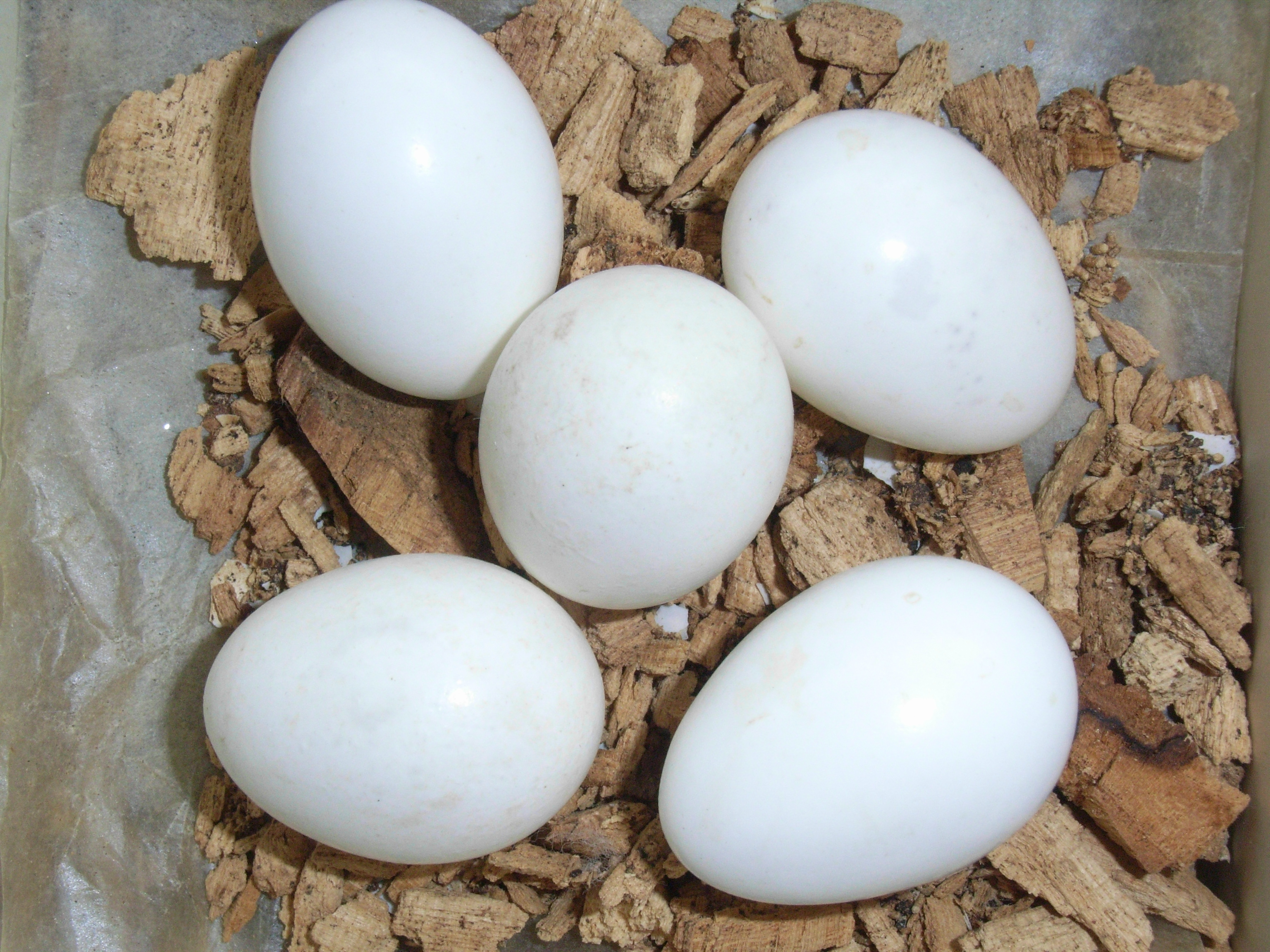
Кладка

Гніздовий, осілий і кочовий птах. Оселяється в листяних і мішаних лісах, переважно річкових долин. У другій половині квітня утворює пари і видовбує дупла, переважно в м'яких породах дерев. При влаштуванні гнізда віддає перевагу старому дуплу; одне й те саме дупло може використовувати до 10 і більше років поспіль, хоча не обов'язково одними і тими самими птахами. Глибина дупла 30—50 см, діаметр 15—18 см.
Кладки з 2-8 яєць з'являються у другій половині травня − на початку червня. Яйця видовжені з білою блискучою шкаралупою, їхні розміри 27—35 х 20—25 мм. Пташенята залишають гніздо в червні-жовтні.
На відміну від інших видів дятлів жовна зелена шукає їжу головним чином на землі, ніж на деревах. Живиться переважно мурахами та їхніми лялечками (основу складають роди Formica та Lasius), може їсти плоди вишні, черешні, шовковиці.

## Охорона
Вид занесений до Червоної книги України (охоронна категорія: вразливий). Знаходиться під охороною Бернської конвенції (Додаток ІІ). На регіональному рівні в Україні занесений до Червоних книг/списків тварин Дніпропетровської і Сумської областей. В Україні охороняється на об'єктах природно-заповідного фонду Полісся і західних районів, у Дунайському біосферному заповіднику, Національному заповіднику «Хортиця» та ін.